# Exército de Liberação Árabe

Emblema do Exército Árabe de Libertação.

O Exército de Liberação Árabe (جيش الإنقاذ العربي Jaysh al-Inqadh al-Arabi), conhecido também como Exército de Salvação Árabe, foi um exército de voluntários dos países árabes liderados por Fawzi al-Qawuqji. 
Lutou no lado árabe durante a guerra árabe-israelense de 1948 e alcançou entre 6 000 e 10 000 voluntários.